# Марек Ганоусек
Марек Ганоусек (чеськ. Marek Hanousek, нар. 6 серпня 1991, Прага) — чеський футболіст, півзахисник клубу «Вікторія» (Пльзень).
Виступав, зокрема, за клуб «Дукла» (Прага), а також молодіжну збірну Чехії.

## Клубна кар'єра
У дорослому футболі дебютував 2009 року виступами за команду клубу «Дукла» (Прага), в якій провів три сезони, взявши участь у 79 матчах чемпіонату. Більшість часу, проведеного у складі празької «Дукли», був основним гравцем команди.
До складу клубу «Вікторія» (Пльзень) приєднався 2012 року. Наразі встиг відіграти за пльзенську команду 11 матчів в національному чемпіонаті.

## Виступи за збірну
У 2011 році залучався до складу молодіжної збірної Чехії. На молодіжному рівні зіграв у 7 офіційних матчах.

## Титули і досягнення
- Чемпіон Чехії (1):

«Вікторія» (Пльзень): 2012-13